# Рогожа (Тверская область)
Рогожа — деревня в Осташковском городском округе Тверской области.

## География
Деревня расположена на берегу озера Селигер в 10 км на юго-восток от города Осташкова на автодороге 28К-1785 Торжок — Осташков.

### Улицы
Уличная сеть деревни состоит из 4 улиц.

## История

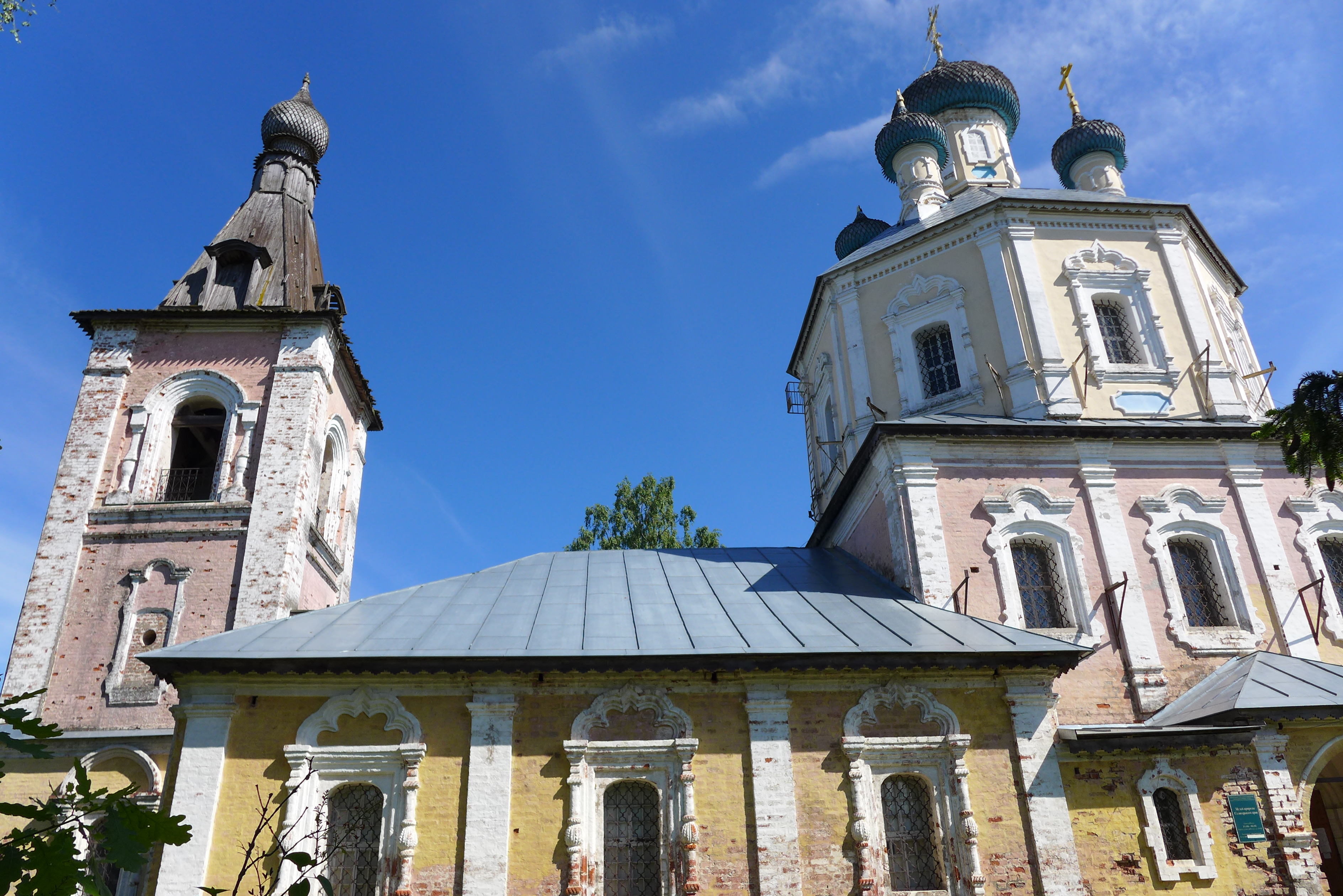
Церковь Спаса Преображения. 2016 год

Возникновение небольшого женского монастыря — Пелагеиной пустыни литературные источники XIX столетия относят к концу XV века, то есть к тому времени, когда эти земли принадлежали волоцкому князю Борису Васильевичу. В смутные годы польско-литовского нашествия пустынь, видимо, была полностью разорена. До конца XVII века она оставалась очень бедной: «И по тем де Нашим грамотам воеводы Наши земли не отмежевали и Игуменья де Ираида голодною смертью умерла, а они де ныне скитаются меж дворов и помирают голодною смертию», — записано в жалованной грамоте царя Михаила Федоровича Пелагеиной пустыни. Но и после этого положение монастыря не улучшилось. Опись второй половины XVII века вновь сообщает о его бедственном положении: «А в нем церковь Преображения Спасова деревянная клетцки. На монастыре три кельи, а в них живут старицы… питаются Государя Царя и Великого князя Михаила Федоровича и всея Руси жалованием, милостынными деньгами, а вотчины к тому монастырю нет».
Некоторое оживление наступило в 1680-е годы, когда пустынь получила земли и монах Нилова монастыря старец Герман Лутохин, бывший до пострижения полковником и головою московских стрельцов Юрием Петровичем Лутохиным, на свои средства построил деревянную церковь. В 1694 году в Пелагеиной пустыни строится другая деревянная церковь, но вплоть до середины XVIII века никакого каменного строительства там не ведется. В 1756 году на месте второй деревянной церкви состоялась закладка каменной. Вначале была построена трапезная, освященная в 1758 году, а вслед за ней и сам храм. Но достраивали его после упразднения монастыря по указу Екатерины II в 1767 году. Живших в нем монахинь перевели в осташковский Знаменский монастырь, и церковь освящали в 1770 году уже как приходскую.
В конце XIX — начале XX века погост Рогожа входил в состав Дубковской волости Осташковского уезда Тверской губернии.
С 1929 года деревня Рогожа входила в состав Сиговского сельсовета Осташковского района Великолукского округа Западной области, с 1935 года — в составе Калининской области, с 1994 года — в составе Сиговского сельского округа, с 2005 года — в составе Сиговского сельского поселения, с 2017 года — в составе Осташковского городского округа.
2 августа 2021 года деревня Рогожа сильно пострадала от урагана, прошедшего над Андреапольским и Осташковским районами.

## Население
| 1859 | 2002 | 2010 |
| ---- | ---- | ---- |
| 23   | ↗225 | ↘212 |

## Достопримечательности
В деревне расположена действующая Церковь Спаса Преображения (1770).